# Bahçelik-Talsperre
Die Bahçelik-Talsperre liegt am Oberlauf des Zamantı in der Provinz Kayseri in Zentralanatolien (Türkei).
Die Bahçelik-Talsperre wurde in den Jahren 1996–2005 als Steinschüttdamm erbaut.
Sie dient der Energieerzeugung, der Abflussregulierung, der Trinkwasserversorgung und der Bewässerung.
Der Staudamm hat eine Höhe von 53 m und besitzt ein Volumen von 1,634 Mio. m³. Der zugehörige 10 km lange Stausee besitzt eine Wasserfläche von 12,13 km² und ein Speichervolumen von 216,14 Mio. m³.
Am oberen Seeende befindet sich die Kreisstadt Pınarbaşı.
Die Talsperre dient der Bewässerung einer Fläche von 49.033 ha.
Das Wasserkraftwerk der Bahçelik-Talsperre verfügt über eine installierte Leistung von 4,71 Megawatt. Das Regelarbeitsvermögen liegt bei 27,84 GWh im Jahr.